# Žhavé výstřely 2
Žhavé výstřely 2 (v anglickém originále Hot Shots! Part Deux) je americký komediální film z roku 1993, který natočil režisér Jim Abrahams podle scénáře, jejž napsal společně s Patem Proftem. V hlavních rolích se představili Charlie Sheen, Lloyd Bridges, Valeria Golino, Richard Crenna, Brenda Bakke, Miguel Ferrer, Rowan Atkinson a Jerry Haleva. Snímek volně navazuje na předchozí film Žhavé výstřely z roku 1991 a je převážně parodií filmů Rambo II a Rambo III. Vypráví o návratu vojáka Toppera Harleye do služby kvůli operaci na záchranu rukojmích.

## Příběh
Jedné noci vtrhne tým amerických speciálních jednotek do paláce Saddáma Husajna a nedalekého vězeňského tábora, aby zachránil zajaté vojáky z operace Pouštní bouře a zabil Husajna. Na místě však zjistí, že na ně čekají Iráčané, takže celý záchranný tým je rovněž zajat. Ukáže se, že tato neúspěšná operace je jen poslední z řady pokusů o záchranu, které irácké jednotky zmařily. Poradci amerického prezidenta Bensona si proto myslí, že mají ve vlastních řadách zrádce. Plukovník Denton Walters navrhne, aby pro další misi naverbovali válečného hrdinu Toppera Harleye. Ten však z Námořnictva Spojených států odešel a stal se samotářským buddhistou v zapadlé thajské vesnici. Walters se proto s Michelle Huddlestonovou ze CIA za ním vydá a snaží se ho zlákat zpět; Topperovým úkolem má být záchrana uvězněných vojáků a předchozích záchranných oddílů.
Topper zpočátku odmítá, ale když další záchranná mise, kterou tentokrát vede sám Walters, selže, souhlasí, že se s malou skupinou vojáků vydá do Iráku. Připojí se k němu Harbinger, Williams a Rabinowitz, který jako jediný při předchozí záchranné misi unikl zajetí, takže ho Topper podezřívá, že je sabotér. Oddíl seskočí padákem do irácké džungle poblíž přísně střeženého tábora pro rukojmí a vydá se za svým kontaktem, z něhož se vyklube Topperova bývalá přítelkyně Ramada. Ta je dovede k rybářské lodi, kterou připravila pro jejich přepravu. Na cestě k táboru s Topperem vzpomínají a ona mu vysvětluje, že než ho poznala, byla vdaná. Když se pak dozvěděla, že její manžel Dexter je stále naživu a je zajatcem v Iráku, dobrovolně se přihlásila k účasti na jeho záchraně. Vše ale bylo utajené, takže se musela s Topperem rozejít právě ve chvíli, kdy se chystali spolu odjet pryč. Na základě tohoto rozchodu se Topper nakonec rozhodl odejít od námořnictva.
Topperův tým se vydá do zajateckého tábora v přestrojení za říční rybáře, ale střet s iráckým hlídkovým člunem je zdrží. Když se prezident Benson, sám válečný veterán, dozví o patrném neúspěchu i této mise, rozhodne se osobně pomoci v boji a připojí se k dalším jednotkám v Iráku. Topper a jeho kolegové však přežijí a nakonec skutečně do iráckého tábora pro rukojmí dorazí. V průběhu osvobozování zajatců je vyhlášen poplach a dojde k přestřelce. Během ní Topper zjistí, že Harbinger není sabotér, ale že pouze v předchozí akci ztratil iluze o boji; povzbudí ho a podaří se mu ho tak po psychické stránce vrátit zpět. Po osvobození zajatců se Topper vydá zachránit Dextera, který je uvězněn v Husajnově paláci.
Zatímco jednotka evakuuje rukojmí, Topper vstoupí do Husajnova paláce a setká se se samotným diktátorem, který se zbraní v ruce přikáže Topperovi, aby se vzdal. Topper ho přemůže a poté svedou spolu souboj na meče. Do paláce dorazí prezident Benson a nařídí Topperovi, aby propustil Dextera, zatímco Benson a Husajn pokračují v souboji. Prezident diktátora porazí tak, že ho postříká hasicím přístrojem, takže on i jeho pes zmrznou a roztříští se na kousíčky. Ty se však díky žáru blízkého krbu roztaví a znovu spojí, takže přetvořený Husajn má hlavu svého psa se srstí, čumákem a ušima. Mezitím se Topperovi podaří najít Dextera, kterého však musí vynést na ramenou, protože Iráčané Dexterovi svázali tkaničky.
Záchranný oddíl se vrátí k vojenskému vrtulníku na útesu na pobřeží, kde Ramada odhalí a zatkne Michelle jako sabotérku, která kvůli žárlivosti na ni zmařila předchozí pokusy o záchranu, protože pomáhala Iráčanům. Dexter dorazí s Topperem, kterého si chce na památku s Ramadou vyfotit. Při hledání správného záběru ale spadne z okraje útesu. Ke skupině se připojí i prezident Benson, takže tým konečně může odletět. Husajn se svými vojáky dorazí za krátko na místo a chce vrtulník sestřelit. Topper s Ramadou ale helikoptéru zbaví přebytečné váhy tím, že z ní vytlačí klavír, který spadne přímo na diktátora. Topper a Ramada se políbí a vrtulníkem odlétají do západu slunce.

## Obsazení
- Charlie Sheen (český dabing: Gustav Bubník) jako Sean „Topper“ Harley
- Lloyd Bridges (český dabing: Bohumil Švarc) jako prezident Thomas „Tug“ Benson
- Valeria Golino (český dabing: Lucie Benešová) jako Ramada Rodham Haymanová
- Brenda Bakke (český dabing: Kateřina Brožová) jako Michelle Rodham Huddlestonová
- Miguel Ferrer (český dabing: Ladislav Županič) jako Arvid Harbinger
- Rowan Atkinson (český dabing: Jiří Prager) jako Dexter Hayman
- Jerry Haleva (český dabing: Karel Richter) jako Saddám Husajn
- David Wohl (český dabing: Radovan Vaculík) jako Gerou
- Mitchell Ryan (český dabing: Karel Richter) jako senátor Gray Edwards
- Michael Colyar (český dabing: Radovan Vaculík) jako Williams
- Ryan Stiles (český dabing: Marcel Vašinka) jako Rabinowitz
- Richard Crenna (český dabing: Jan Pohan) jako plukovník Denton Walters

V cameo roli se ve filmu objeví také Martin Sheen.

## Produkce
Již v první polovině srpna 1991, tedy krátce po úspěšném uvedení filmu Žhavé výstřely do kin (31. července 1991), souhlasilo studio 20th Century Fox se zahájením přípravy navazujícího snímku. Stejně jako u prvního filmu napsali jeho scénář Jim Abrahams a Pat Proft a režie se ujal Abrahams. Do svých rolí se také vrátili Charlie Sheen, Lloyd Bridges a Valeria Golino. Sheen strávil před započetím produkce několik týdnů cvičením a držením diety, aby nabral svalovou hmotu.
Natáčení filmu začalo v říjnu 1992 a probíhalo do začátku roku 1993 (v první polovině ledna se ještě natáčelo). Štáb filmoval v Los Angeles a jeho okolí, využity byly lokace ve městě Rancho Palos Verdes či ateliéry studia Fox v Los Angeles.
Scenáristé se tentokrát vydali cestou parodie akčních filmů Rambo II (1985) a Rambo III (1988), uváděn je také film Nezvěstní v boji (1984) a navazující. Dalšími parodovanými či odkazovanými snímky byly například filmy Čaroděj ze země Oz (1939), Casablanca (1942), Lady a Tramp (1955), Kmotr (1972), Star Wars: Epizoda IV – Nová naděje (1977), Apokalypsa (1979), Bez východiska (1987), Terminátor 2: Den zúčtování (1991), Základní instinkt (1992), Hra na pláč (1992), Wall Street (1987), Robocop (1987), Total Recall (1990) či sitcom Our Miss Brooks (1948–1957). Do Žhavých výstřelů 2 byly zakomponovány také záběry ze snímků Sám doma 2: Ztracen v New Yorku (1992) a Rychlý jako blesk (1992).

### České znění
České znění filmu, určené původně pro VHS, vyrobilo v roce 1995 Studio Budíkov ve spolupráci s Videostudiem Klondike KF v překladu Lidmily Hrůzové pod režijním vedením Soni Bubníkové.

## Vydání
Do amerických kin byl snímek Žhavé výstřely 2 uveden 21. května 1993. O týden později jej diváci mohli zhlédnout v Brazílii, do jiných zemí ale byl distribuován až s odstupem. Teprve po dalším měsíci byl uveden v Austrálii, Japonsku a Jižní Koreji a v ostatních státech byl ke zhlédnutí postupně od července 1993. V Česku měl film premiéru 19. srpna 1993. Jako poslední se jej dočkali diváci v Litvě, kde byl do kin uveden 30. září 1994.

## Přijetí

### Tržby
V Severní Americe, kde byl promítán v 2122 kinech, utržil snímek 38,9 milionu dolarů, v ostatních zemích dalších 94,8 milionu dolarů. Celosvětové tržby tak dosáhly 133,8 milionu dolarů. Během úvodního víkendu utržil v Severní Americe přes 10 milionů dolarů.
V Česku byl film uveden distribuční společností Lucernafilm a s celkovou návštěvností 587 426 diváků utržil celkem 15,2 milionu korun.

### Filmová kritika
Server Rotten Tomatoes udělil snímku známku 5,7/10, a to na základě vyhodnocení 34 recenzí (z toho 20 jich bylo spokojených, tj. 59 %). V konsenzuální kritice uvádí, že „záplavy smíchu“ se ve Žhavých výstřelech 2 spíše nedostává a že humor oproti prvnímu filmu více míjí své terče. Od serveru Metacritic získal film, podle 20 recenzí, celkem 64 ze 100 bodů.